# باميلا راسموسن
باميلا سيسيل راسموسن (بالإنجليزية: Pamela C. Rasmussen)‏ وُلدت يوم 16 أكتوبر عام 1959. تُعد من أبرز علماء علم الطيور في أمريكا وخبيرة في الطيور الآسيوية.وكانت سابقا باحثة في معهد سميثسونيان بجامعة ولاية ميشيغان بواشنطن.
كانت بداية أبحاثها عن الطيور البحرية بأمريكا الجنوبية والطيور الحفرية بأمريكا الشمالية. ولقد تخصصت في وقت لاحق في الطيور الآسيوية والبحث عن أنواع جديدة وتوضيح الأنواع المعروفة وخاصة ذات العيون البيضاء والبوم. وفي الآونة الاخيرة شاركت على نطاق واسع في النظر في أنماط التنوع البيولوجي العالمي، وقامت بتصنيف نسور جنوب آسيا. ولقد كانت الكاتبة الرئيسية بكتاب الطيور في جنوب آسيا: دليل ريبلي والتي تعد علامة بارزة بسبب التغطية الواسعة لأنواع الطيور وأماكنها الجغرافية مقارنة بالكتب الأخرى. نتيجة لدراستها لبعض العينات بمتحف الطيور من أجل الكتاب كان لها دور فعال في الكشف عن مدى السرقة في المتاحف والوثائق المزورة التي كتبها العالم البريطاني المشهور Richard Meinertzhagen.

## بداية حياتها
هي ابنة هيلين راسموسن، من الأدفنتست، وكان زوجها تشستر موري طبيبا وترك العائلة عندما كانت باميلا وأختها لايزالوا صغار. بدأ اهتمام باميلا بالطيور عندما أشترت لها والدتها طبعة الصغار التي تتحدث عن الطيور في العالم لأوليفر اوستن، وبعدها أصبحت تتلقى كتب الطيور كهدايا لها.
في عام 1983أخذت الماجستير بجامعة والا والا وهي تابعة للسبتية في جنوب شرق واشنطن، ثم الدكتوراه بجامعة كانساس عام 1990 وكانت تدرس blue-eyed shags ولقد تعرفت على نظرية التطور بالمدرسة الأم.
إن راسموسن أستاذ مساعد في علم الحيوان، مساعدة مدير متحف علم الثدييات والطيور، ولقد كانت في السابق باحثة بمؤسسة سميثسونيان التابعة لجامعة ولاية ميشيغان في واشنطنشاركت في أبحاث علم الطيور بالتعاون مع العالم ديلون ريبلي، عضوة بلجنة اتحاد علماء الطيور (AOU) للتصنيف والتسمية بالولايات المتحدة الأمريكية، مساعدة بمجموعة الطيور بقسم علم الحيوان في المتحف البريطاني للتاريخ الطبيعي بترينغ، ومساعد محرر بمجلة ابيس وهي المجلة العلمية لرابطة اتحاد علماء الطيور البريطانية. ولقد تزوجت من دكتور مايكل جوتفريد ويعمل أستاذ مساعد بعلم طبقات الأرض ومدير مركز الدراسات في العلوم العامة بجامعة ولاية ميشيغان.

### أهم أبحاثها

#### الطيور في أمريكا الجنوبية
كانت بداية أبحاث ودراسات باميلا تعتمد بشكل كبير على النظاميات، البيئة وسلوك طيور باتاغونيا البحرية وخاصة طيور الغاق، درست الأختلافات بين ريش الطيور juvenile blue-eyed, king and red-legged shags. قامت باستخدام الريش والنماذج السلوكية للطيور لعقد مقارنة بين أنواع الطيور king وblue-eyed shags. ولقد عرضت أيضا نشاط الصيد للطائر (الغاق البرازيلي).

#### الطيور الآسيوية

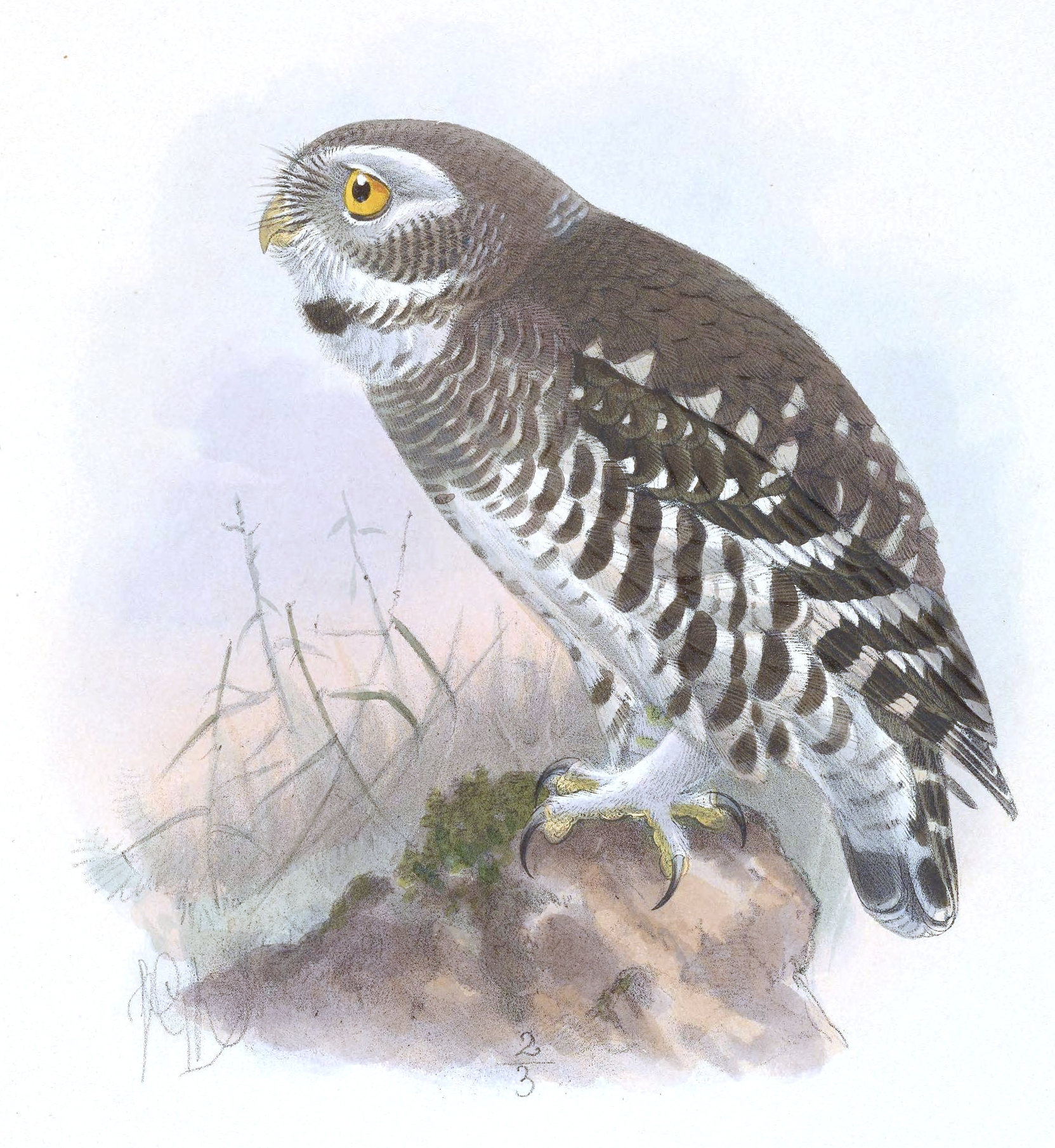
رسم يعبر عن بومة في الغابة ، والتي إكتشفتها باميلا راسموسن عام 1997

أثناء دراسة راسموسن لعينات من الطيور في المتحف، قامت بوصف أربعة أنواع جديدة من الطيور، كانت تلك الطيور أنواع من البوم أسمائهم كالتالي: The Nicobar scops owl Otus alius,Sangihe scops owl Otus collari
, وكان النوع الرابع تم وصفه عام 2000. وإكتشفت باميلا بوم الغابة من النوع Athene blewitti الذي لم يتم رؤيته منذ عام 1884م بغرب الهند. إن الأبحاث السابقة التي قام بها كلا من ديلون ريبلي و سليم علي [الإنجليزية] بائت بالفشل لأنهم إعتمدوا على المستندات المزورة الخاصة بريتشارد [الإنجليزية]. في شهر نوفمبر عام 1997، قضى كلا من راسموسن وبن كينج من المتحف الأمريكي للتاريخ الطبيعي عشرة أيام يبحثون بلا جدوى في شرق الهند على عينات من الطيور قبل الإتجاه غربا حيث رصد كينج بومة صغيرة ريشها أبيض كثيف وساقها قصيرة بمخالب ضخمة، ولقد أكدت راسموسن على أن هذه البومة هي الهدف المطلوب وقاموا بتصويرها وتسجيلها على شريط فيديو.
قامت باميلا راسموسن مع زملائها بتصنيف الطيور ذوات العيون البيضاء الأندونيسية وقامت بتخصيص نوعين من تلك الطيور هما Seram white-eye [الإنجليزية] و Sangihe white-eye [الإنجليزية] وقامت بالتأكيد على هوية البومة Serendib scops owl [الإنجليزية] والتي تم اكتشافها أصلا بمدينة سريلانكا من قبل العالم المحلي ديبال راكاجودا.

الطائر The Togian white-eye تم التعرف عليه من قبل راسموسن وزملائها عام 2008.

إن الفزان الإمبراطوري هو طائر من الطيور النادرة تم العثور عليه بغابات فيتنام ولاوس. استخدمت راسموسن وزملائها علم البناء، تجارب التهجين وتحاليل الحمض النووي لإثبات أن هذا الطائر الذي كان من المُعتقد أنه إنقرض هو في الواقع هجين حدث بشكل طبيعي بين الفزان الفيتنامي Lophura hatinhensis والفزان الفضي L. nycthemera.
لقد شهد عام 2008 عودة لتصنيف الطيور ذوات العيون البيضاء مع وصف وظيفي للطائر توجيان white-eye Zosterops somadikartai، وهي من الأنواع المستوطنة بجزر توجيان بإندونيسيا، وهي على العكس لمعظم أقاربها تفتقد الهالة البيضاء التي حول عينها والتي سميت هذه المجموعة من الطيور باسمها. ولقد أشارت راسموسن بأن طائر التوجيان ذوات العيون البيضاء ليست متميزة بشكلها فقط وإنما أيضا بصوتها المتواضع الذي يبدو أكثر مهارة من الطيور الأخرى في نفس فصيلتها.
أدى اهتمام باميلا راسموسن للطيور الآسيوية إلى مشاركتها في المشاريع الموجهة للمحافظة على الطيور. حيث تعرضت بعض أنواع النسور مثل the Indian white-rumped vulture، Gyps bengalensis، وthe "long-billed vulture" للأنقراض بنسبة 99٪ في جنوب آسيا بسبب تسممها بعقار الديكلوفيناك والعقاقير البيطرية التي تسبب الفشل الكلوي للطيور التي تأكل جثث الحيوانات المعالجة. أشارت راسموسن إلى أن هناك نوعين متميزين من النسور ذات المنقار الطويل: النسر الهندي جي انديكس والنسر slender-billed G. وكان هذا الأمر مهم منذ تأسيس برنامج تربية النسور وذلك للحفاظ على الأنواع المهددة بالأنقراض.

### التنوع البيولوجي

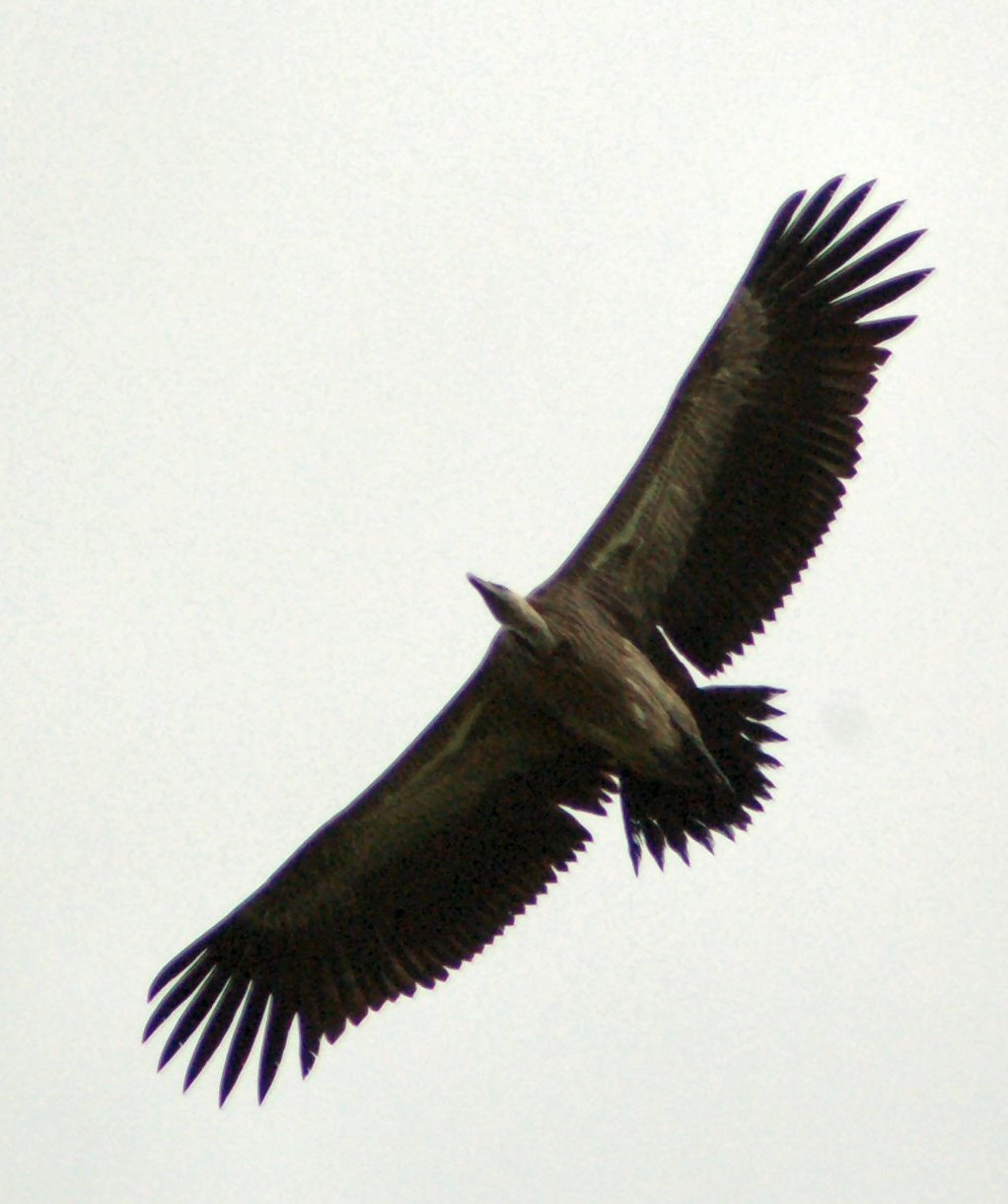
النسر الهندي ، هو نوع من أنواع النسور المهددة بالإنقراض وصنفتها راسموسن في أبحاثها الحديثة إلى فصيلة Gyps

في عام 2005 كانت باميلا راسموسن عضوة في منظمة تعاون دولي كبيرة تدرس الأماكن الحافلة بالتنوع البيولوجي، والتي كان لها دور بارز في الحفاظ على البيئة. قامت الدراسة بتقسيم أنواع الطيور إلى ثلاثة معايير من الناحية الكمية وهم: ثراء الأنواع، مستوى التهديد، وعدد الأنواع المستوطنة. ولقد أثبتت النتائج أن الأماكن الحافلة بتلك المعايير لم تُظهر نفس التوزيع الجغرافي لكل عامل. حيث ان 2.5 بالمائة فقط من المناطق الحافلة بالتنوع البيولوجي يشترك فيها الثلاث جوانب للمعايير، بينما تم تسجيل أكثر من 80 بالمائة للمناطق الحافلة بالتنوع البيولوجي مشتركة في معيار واحد فقط. وتم توضيح أن كل معيار أقل من 24 بالمائة من التنوع في العوامل الأخرى. وذلك يشير إلى أنه حتى ضمن مجال تصنيفي واحد فالآليات المختلفة هي المسئولة عن أصل الأنواع. ونتيجة لذلك: كلما إختلفت الأنواع في الأماكن الحافلة بالتنوع البيولوجي كلما كانت أداة مهمة ومفيدة في الحفاظ على تلك الأنواع.
وفي الآونة الأخيرة ركزت راسموسن في عملها على المزيد من التعاون على نطاق أوسع مع نفس المجموعة من المؤسسات التي تدرس الأنماط العالمية لمجال التنوع البيولوجي. تم عمل دراسة استقصائية لثراء الأنواع وحجم المدى الجغرافي للأنواع لكنه لم يظهر انخفاض حجم المدى الحغرافي من المناطق المعتدلة إلى المناطق المدارية والتي تم افتراضها مسبقا، على الرغم من أن تلك الدراسة كانت صحيحة إلى حد كبير في نصف الكرة الشمالي إلا أنها لم يتم تطبيقها على نصف الكرة الجنوبي. وأظهرت الأبحاث التي تقيم العلاقة بين الانقراض وتأثير الإنسان أن أكثر مسبب للانقراض هو تأثير الإنسان كعامل أساسي، وتأتي العوامل البيئية كعامل من العوامل الثانوية التي لها دور في الانقراض. بدراسة توزيع أنواع من الفقاريات النادرة والمهدد بالانقراض أظهرت تباين أنماط الطيور والثدييات والبرمائيات والتي لها تبعات على المناطق الساخنة التي تقوم باستراتيجية المحافظة على الأنواع. هناك دراسات أخر لراسموسن وزملائها من مختلف دول العالم في اهمية توفير الطاقة،

### علم آثار الحيوان
تم إنشاء موقع للحفريات بالقرب من مقاطعة كينت ديلاوير بمدينة تشيسولد وذلك أثناء إنشاء الطرق السريعة، وتم اكتشاف 11 عينة لحفريات من الطيور متفرقة وغير مقترنة ببعضها البعض وتعرفت عليهم راسموسن وقالت أنهم يتضمنو غواص (طائر) صغير، وأنواع صغيرة من طائر النورس، وخمس أنواع من أطيش وهي من الطيور البحرية، وربما طائر Morus loxostylus وهي من الأنواع التي كانت شائعة في العصر الميوسيني. جميع هذه الأشكال كانت معروفة بالفعل في خليج تشيزبيك، ولاية ماريلاند. وترجح الاكتشافات أن منطقة ديلاوير كانت قريبة من شاطيء خليج كبير أيام عصر الترسيب.
ولقد شاركت راسموسن أيضا في فحص بعض الطيور الحفرية من رواسب عصر الميوسين والبليوسين بولاية كارولينا الشمالية. ولقد تضمنت الاكتشافات لبداية عصر الميوسين طائر الغواص Colymboides minutus، أنواع مختلفة من البط، طائر الخرشنة المائي ذو عرف والذي يتشابه كثيرا مع طائر الخرشنة الملكية Sterna maxima ، وعضو من فصيلة الغراب وعدد قليل من حفريات فصيلة العصفوريات في تلك الفترة. ومع مراجعة تلك الحفريات تم التأكد على أن الطيور الحفرية في تلك الفترة تشبه عموما الأنواع الحديثة.

### طيور جنوب آسيا
المقالة الرئيسية: Birds of South Asia: The Ripley Guide [الإنجليزية]
في عام 1992 تولت راسموسن منصب مساعد الأستاذ ديلون ريبلي وهو السكرتير السابق لمؤسسة سميثسونيان وقد كان يخطط لإنشاء دليل حاسم للطيور في جنوب آسيا. بعد فترة قصيرة من بداية المشروع مرض ديلون وتولت راسموسن قيادة المشروع. وبمساعدة العالم المبدع جون اندرتون تم إصدار دليل عن الطيور في جنوب آسيا وهو دليل ريبلي: عبارة عن دليل للطيور مكون من مجلدين لشبه قارة الهند وكان أول دليل في المنطقة يتضمن صور طيفية. المجلد الأول يحتوي على دليل ميداني مع أكثر من 3400 من الرسوم التوضيحية على 180 لوحة، وأكثر من 1450 خريطة ملونة. أما المجلد الثاني يتكون من (الصفة وحالتها)وهو يوضح حالة العينة وبيانات عن أصلها ووضعها. وتمت كتابتها بناءا على التسجيلات الصوتية، وهناك أكثر من 1000 تسجيل صوتي.
ويشمل المجلد على 1508 نوع من أنواع الطيور بالهند وبنغلاديش وباكستان ونيبال وبوتان والمالديف، وأرخبيل وأفغانستان بالإضافة إلى 85 نوعا افتراضيا و67 من المحتمل وجودهم ولم يتم الكتابة عنهم باستفاضة. من النواحي الواضحة جدا عن الطيور في جنوب آسيا هو توزيعها القائم على الأدلة، حيث إعتمد مؤلفي الكتاب بالكامل على عينات المتحف وتصنيفها الذي يضم عدد كبير من التفريعات. وكان المدى الجغرافي واسع جدا وخاصة بأفغانستان.
عامل كل من راسموسن وجون أنديرتون النماذج المتباينة الموطن التي كانت تُعتبر سابقًا من النوع نفسه وكأنها أنواع كاملة، واقتُرحت معظمها سابقًا في مكان آخر، ولكن الكتاب قد قدّم عددًا من الابتكارات الخاصة به. حلل كل من خبيري الطيور الآسيوية نايجل كولار وجون بيلجريم التغييرات المقترحة من راسموسن وأندرتون في عام 2008، وأشاروا إلى المقترحات التي سبق أن اقترحها مؤلفون آخرون والتي كانت جديدة عند طرحهم لها، وتتطلب المزيد من الإثباتات.
تعرّضت كل من مراجعات الطيور والمنشورات المتعلقة بعلم الطيور على الكثير من النقد على الرغم من أنها في بعض الأحيان قد لاقت التأييد والدعم. اعتبر المؤلف والخبير بالطيور الآسيوية بيتر كينيرلي أن بعض الرسوم التوضيحية صغيرة ومبهرجة أو غير دقيقة من الناحية التقنية، ويعتقد أيضًا أن الاعتماد المفرط على عينات المتاحف القديمة جدًا في بعض الأحيان وإقصاء حقول بيانات المراقبة المتوفرة التي يقدمها هواة الطيور المتنقلون من الأخطاء المرتكبة عادةً، ويذكر أن العديد من القرارات التصنيفية تبدو كاختيارات عشوائية لا تدعمها الأبحاث المنشورة.
توجد مشاكل أخرى مرتبطة بإنتاج طيور جنوب آسيا غير كذبة ريتشارد وموت عالم الطيور سيدني ديلون ريبلي مثل فقدان قاعدة بيانات الخريطة الرئيسية خلال رحلة إلى بورما، وضعف تجهيز جلود العينات. كانت هناك أيضًا صعوبات في التوفيق بين المصادر، والتأخر في إنتاج الرسوم التوضيحية والخرائط، وفي الحصول على بيانات موثوقة للمناطق الصعبة مثل آسام وأروناشال براديش وبنغلاديش وأفغانستان. كما مثّلت جزر أندامان ونيكوبار تحديات خطيرة فيما يتعلق بوضع وتصنيف أنواع الطيور المحلية التي تسكنها.
افترضت راسموسن في ورقة نشرتها في عام 2005 فيما إذا كان التصنيف المعدل الموجود في الكتاب الذي يحتوي على العديد من التفريعات ذو مضمون مميز، ولكنها شعرت بضعف تأثيره على ثراء الأنواع في جنوب آسيا، وأن نسبة هذا التأثير كانت وسطية مما يزيد من عدد الأنواع التي يُحتمل أن تكون مهددة في المنطقة بنسبة 6٪ إلى ما يقارب 7٪ من إجمالي الطيور المحلية.

### كذبة ريتشارد
كشفت راسموسن مدى كذبة إرتكبها جندي بريطاني عالم طيور والخبير في قمل الطيور الكولونيل ريتشارد. كان ريتشارد الذي توفي عام 1976، ألف العديد من الأعمال في مجال تصنيف الطيور، يمتلك مجموعة كبيرة من عينات الطيور وقمل الطيور. كان يعد واحدا من أعظم علماء الطيور ببريطانيا في ذلك الوقت. وفي التسعينيات قامت عالمة الطيور آلان نوكس بتحليل عينات الطيور الخاصة بريتشارد يمتحف والتر روتشيلد لعلوم الحيوان بترينج وكشفت الاحتيال الكبير الذي قام به ريتشارد وكشفت تزوير الأوراق المرفقة.
لقد تم حظر ريتشارد من دخول غرفة الطيور بمتحف التاريخ الطبيعي لمدة 18 شهرا وذلك بسبب إستغلال عينات غير مصرح باستخدامها، حيث كانت هناك شكوك حوله حيث أنه كان يقوم بسرقة العينات والمواد المكتبية الخاصة بالموظفين لأكثر من ثلاثين عام.
ومن السجلات المزورة التي حددتها راسموسن وجونز بعض من أنواع الطيور مثل: coral-billed scimitar-babbler Pomatorhinus ferruginosus وFicedula subrubra وMuscicapa ferruginea وCyornis magnirostris. وعلى الرغم من كل هذا إلا أن بعض السجلات الخاصة بالطائر Afghan snowfinch Montifringilla theresae والتي وصفها ريتشارد هي حقيقية.
فحصت راسموسن أثناء بحثها عن طيور جنوب آسيا عشرات الآلاف من عينات الطيور حيث أن الراحل سيدني ديلون ريبلي كان يفضل بشدة استخدام عينات المتاحف لتحديد الطيور التي سيشملها. أظهرت راسموسن مع روبرت برايس جونز من متحف التاريخ الطبيعي أن كذبة ريتشارد التي استمرت لعقود طويلة كانت أكبر بكثير مما كان يُعتقد في السابق.
أُعيد تسمية 20.000 عينة من الطيور الموجودة في مجموعته تبعًا للمكان التي جُمعت منه. أدى التوثيق المغلوط للعينات إلى التأخر في إعادة اكتشاف بومة الغابة، وذلك بسبب اعتماد عمليات البحث السابقة على سجلات ريتشارد المزيفة. تجاهلت بعثة راسموسن الناجحة سجلات توثيق ريتشارد، ونظرت في المناطق التي حددتها العينات الحقيقية المتبقية.

## روابط خارجية
- باميلا راسموسن على موقع IMDb (الإنجليزية)